# Vanovka
Vanovka (německy Wannow) je malá osada v okrese Rychnov nad Kněžnou, která patří pod správu Bohdašína. Sousedí s Ohnišovem a Zákravím. Bydlí v ní asi 30 obyvatel.

## Další fotografie

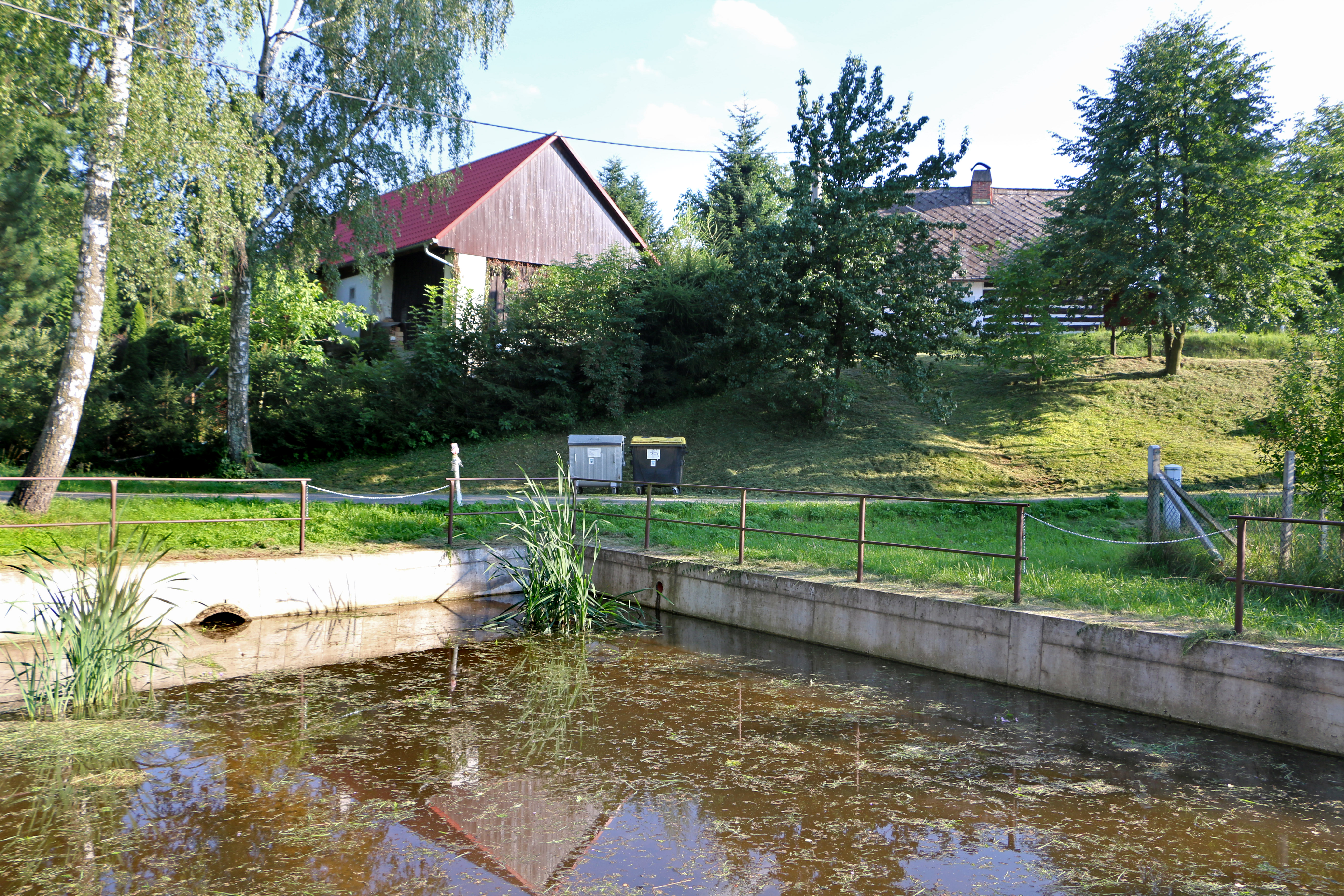
Požární nádrž na Bohdašínském potoku
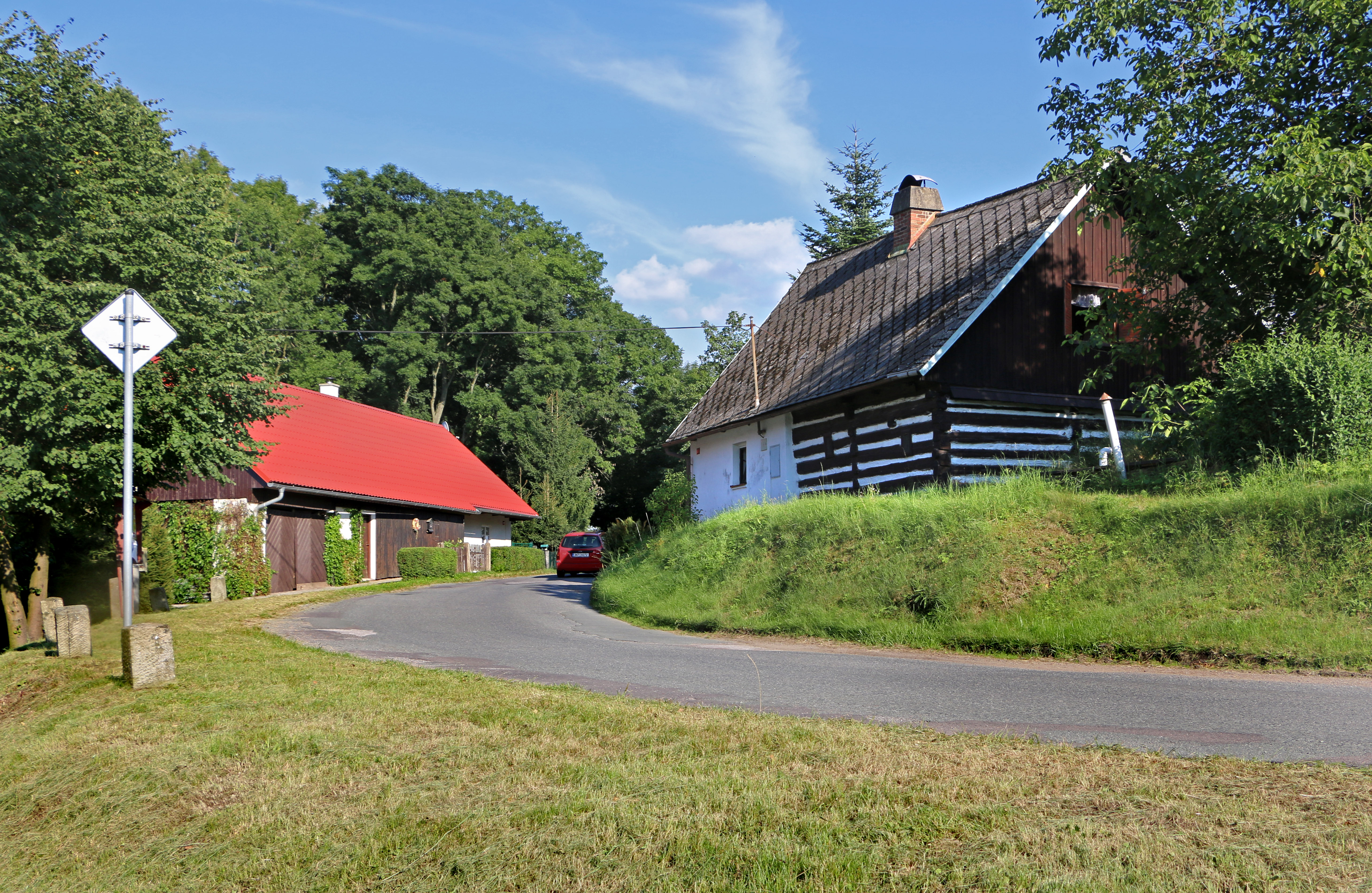
Domky u hlavní silnice
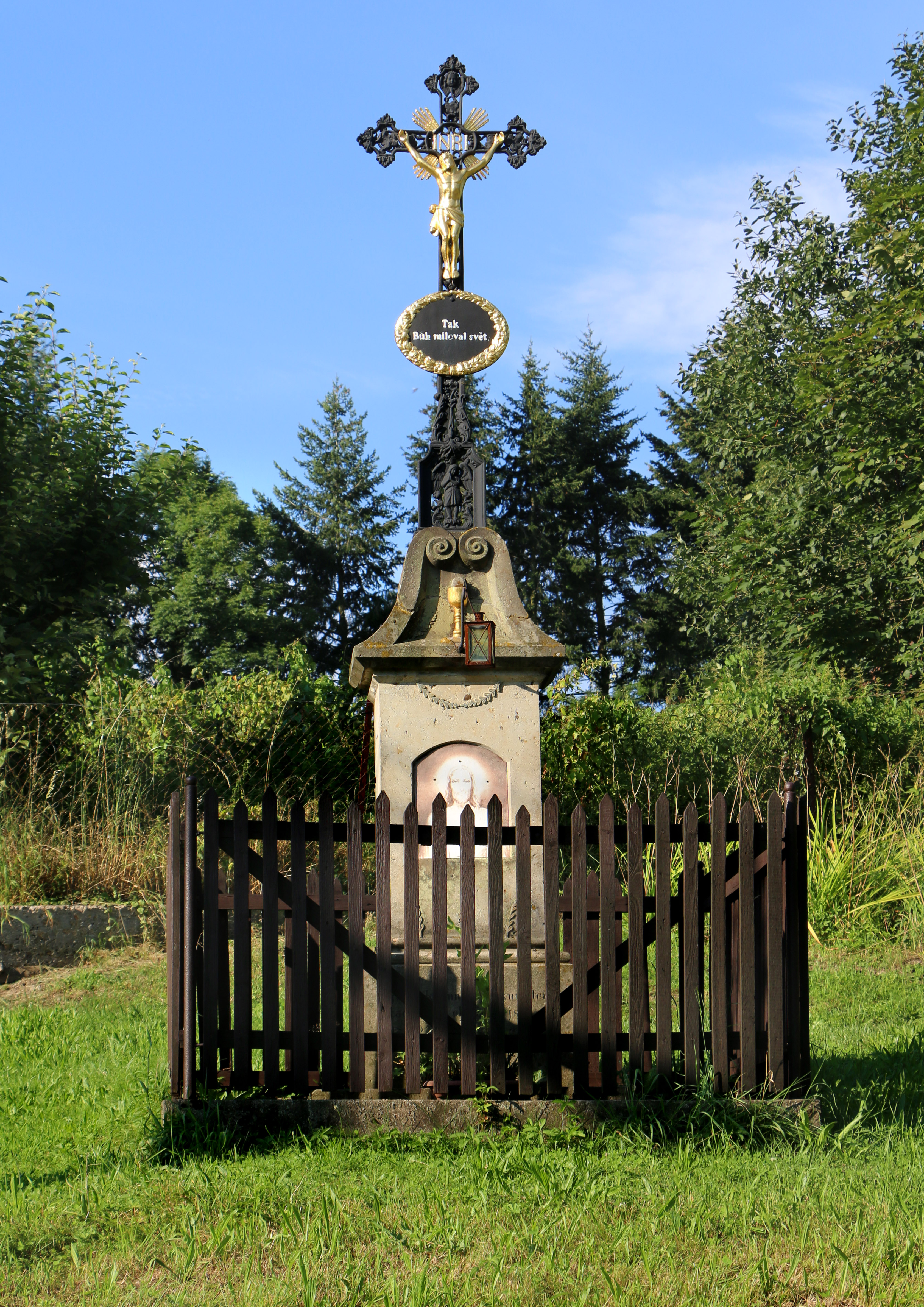
Kříž na svahu
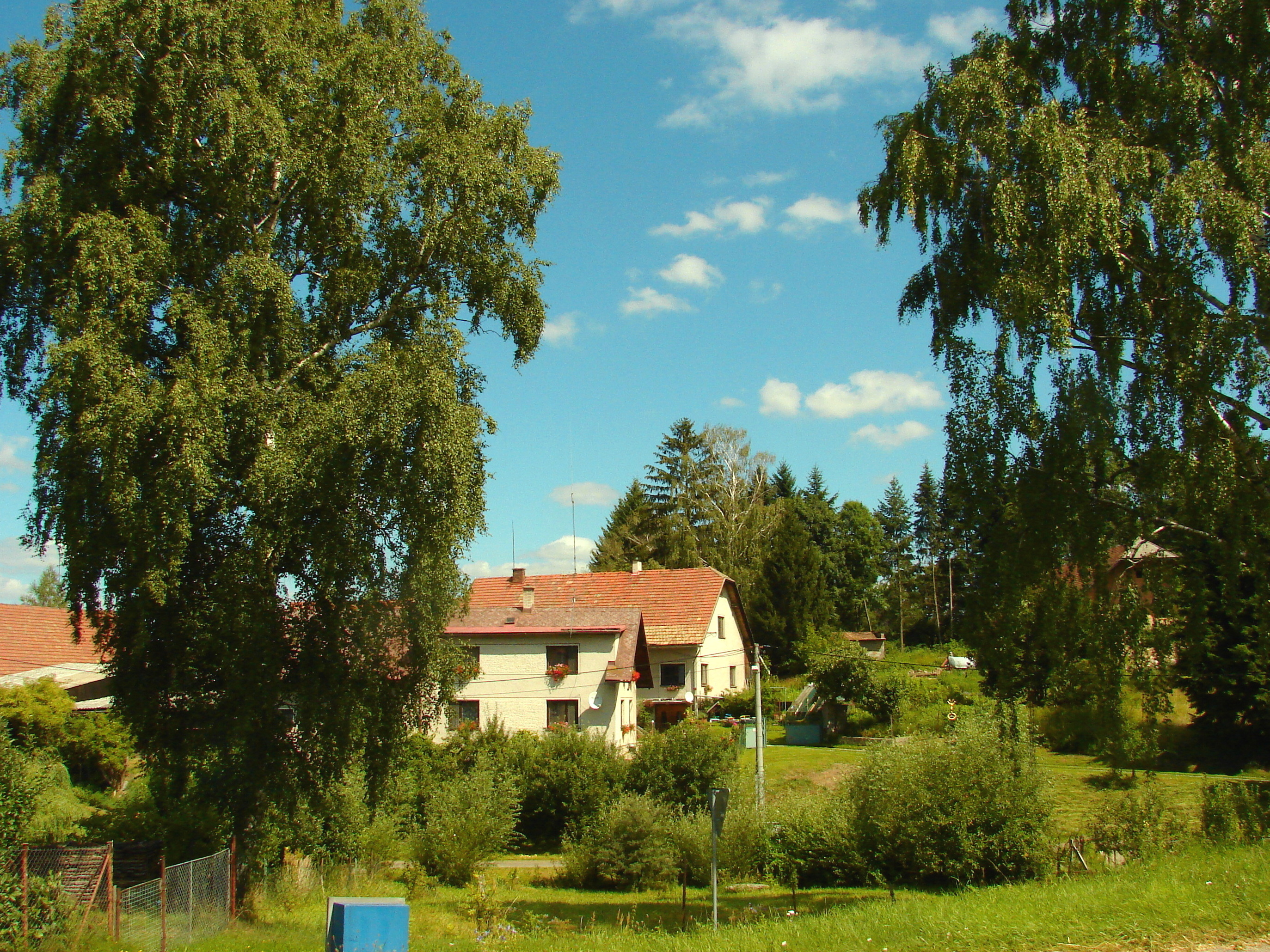
Střední část vsi